# Уэст, Сэнди
Сэ́нди Уэ́ст (англ. Sandy West), настоящая фамилия —
Песаве́нто; (англ. Pesavento; 10 июля 1959, Лонг-Бич, Калифорния, США — 21 октября 2006, Сан-Димас, Калифорния, США) — американская рок-певица, автор песен и барабанщица. Участница женской музыкальной рок-группы «The Runaways» (с 1976 по 1979 года). Была сыграна Стеллой Маив в фильме «Ранэвэйс» (2010).

## Ранние годы
Родилась в Лонг-Бич, Калифорния. Когда ей было 9 лет, дедушка купил ей ударную установку, и, будучи страстной поклонницей рок-н-ролла 1960-х и 1970-х годов, она начала заниматься рок-музыкой. В 4, 5 и 6 классах она была барабанщицей в оркестре начальной школы Приска. Она доказала свой природный талант и быстро стала опытным барабанщиком. К 13 годам она была единственной девушкой в местных группах, которая играла на подростковых вечеринках. Посещала среднюю школу Эдисона в Хантингтон-Бич, штат Калифорния. В 15 лет она познакомилась с Джоан Джетт и продюсером Ким Фоули, соавторами и основателями «The Runaways».

## The Runaways
Стремясь играть профессионально и создать женскую рок-группу, она нашла коллег-музыкантов в южной Калифорнии. В 1975 году она познакомилась с продюсером Ким Фоули, который дал ей телефонный номер другого молодого местного музыканта, гитаристки Джоан Джетт. Вскоре после этого Джоан и Сэнди встретились. Впоследствии Фоули дополнил состав группы и нашёл других женщин-музыкантов, Литу Форд и Шери Кэрри, и таком образом основал группу.

## Годы после The Runaways
После четырех лет записи и гастролей по миру, The Runaways распались в 1979 году. Уэст предпринимала различные попытки продолжить свою карьеру профессионального музыканта, играя с другими группами в южной Калифорнии, выпустив сольный EP The Beat is Back и сформировав группу Sandy West Band. Ни одна из этих затей не приносила значительного дохода, поэтому Уэст была вынуждена провести большую часть своих лет после участия в группе Runaways, работая вне музыки. Позже Уэст утверждала, что менеджер и продюсер Runaways, Ким Фоули, не заплатил участникам группы то, на что они имели право. «Я обязана ему своим знакомством с музыкальным бизнесом, но он также является причиной того, что я сейчас разорена» — сказала Уэст.
Уэст появилась в фильме Edgeplay: A Film About the Runaways, документальном фильме об участниках группы The Runaways, спродюсированном и снятом бывшим басистом группы Викторией Тишлер-Блю, предоставив интервью, описывающие то, что ей нужно было делать после участия в группе из-за отсутствия средств к существованию. Она работала в основном на стройке, барменом и ветеринарным помощником. В других частях интервью Edgeplay она намекает на то, что занималась преступной деятельностью, чтобы свести концы с концами (например, она описывает, как ей пришлось сломать кому-то руку за деньги, которые они задолжали). Уэст неоднократно сидела в тюрьме после своей карьеры в The Runaways.

## Личная жизнь
Она была лесбиянкой: с момента пребывания в рядах Runaways она заводила любовные отношения с различными девушками.

На протяжении 6 лет, с 1977 — 1983 годá, у Сэнди были любовные отношения с бывшей басисткой Runaways Виктори Тишлер-Блю. Ранее Блю была любовницей Джеки Фокс, бывшей басистки The Runaways.

## Смерть
Умерла от рака лёгкого 21 октября 2006 года в 47-летнем возрасте в Сан-Димасе (штат Калифорния, США). Бывшая коллега по группе Джоан Джетт сказала: «Мы разделили мечту о девочках, играющих рок-н-ролл. Сэнди была энергичным и сильным барабанщиком». Она добавила: «Я переживаю потерю своей подруги. Я всегда говорила ей, что мы изменили мир». Шери Кэрри сказала: «Сэнди Уэст была величайшей барабанщицей в истории рок-н-ролла. Никто не мог соперничать с ней или даже приблизиться, но самым важным было её сердце. Сэнди Уэст любила своих поклонников, своих друзей и семью почти до безумия. Она сделала бы абсолютно все для людей, которых любила. Я уже никогда не смогу выходить на сцену как раньше, потому что Сэнди Уэст была лучшей, и я буду скучать по ней вечно».

## Фильм
Стелла Маив сыграла Сэнди Уэст в фильме 2010 года «The Runaways». В фильме также участвовали Кристен Стюарт, Дакота Фаннинг и Скаут Тейлор-Комптон, которые изображали Джоан Джетт, Чери Карри и Литу Форд.